# Negra y Blanca
Negra y Blanca es un retrato fotográfico realizado por Man Ray en 1926, representando a Kiki de Montparnasse manteniendo cerca de ella una máscara africana. Es su fotografía más conocida y un destacado exponente del Surrealismo.

## Descripción
La fotografía representa a Kiki de Montparnasse, inexpresiva, con los ojos cerrados y la cara reclinada sobre una mesa, sosteniendo cerca de sí con la mano izquierda una máscara africana negra verticalmente sobre la mesa. La composición plantea las similitudes entre el rostro blanco, suave y ovalado de la modelo, como si fuera una máscara viviente, con la máscara de madera negra pulida, también con los ojos cerrados y expresión serena. Ilustra igualmente el interés por el arte africano de los artistas europeos más vanguardistas, influyendo mucho en los movimientos artísticos de las primeras décadas del siglo XX.

## Historia
La fotografía fue publicada por primera vez el 1 de mayo de 1926 en la versión parisina de la revista Vogue bajo el título Cara de nácar y Máscara de ébano, después volvería a ser publicada ya bajo el título actual en 1928 en Variétés y en Art et Décoration.
Dos años antes, en 1924, Man Ray había publicado ya una foto similar en la portada de 391, la revista dadaísta de Francis Picabia. Ésta, titulada Black and White, representaba dos estatuillas, la una negra africana, la otra europea clásica. Negra y Blanca parece ser la evolución de tal concepto.

## Posteridad
- A principios de los años 1930, con Ady au masque, Roger Parry fotografió a Adrienne Fidelin en lo que parece ser una inversión de Negra y Blanca.[4]
- En 1989, Rotimi Fani-Kayode reinterpretó Negra y Blanca en su fotografía Dan Mask.[5]
- En 2000, Emma Amos se inspiró en Negra y Blanca para su pintura Yo Man Ray Yo,[6] que apareció en 2002 en la portada de Southern History Across the Color Line de Nell Irvin Painter[7],.[8]